# Ист Провиденс
Ист Провиденс (енгл. East Providence) град је у америчкој савезној држави Роуд Ајланд. По попису становништва из 2010. у њему је живело 47.037 становника.

## Демографија
Према попису становништва из 2010. у граду је живело 47.037 становника, што је 1.651 (3,4%) становника мање него 2000. године.
| Група             | 2000.          | 2010.          |
| Белци             | 41.630 (85,5%) | 38.664 (82,2%) |
| Афроамериканци    | 2.445 (5,0%)   | 2.709 (5,8%)   |
| Азијати           | 559 (1,1%)     | 714 (1,5%)     |
| Хиспаноамериканци | 922 (1,9%)     | 1.913 (4,1%)   |
| Укупно            | 48.688         | 47.037         |